# Jalen Hood-Schifino
Jalen Hood-Schifino (* 19. Juni 2003) ist ein US-amerikanischer Basketballspieler.

## Werdegang
Hood-Schifino, dessen Onkel Drew Schifino Berufsbasketballspieler war, wuchs bis zum siebten Lebensjahr in Pittsburgh (US-Bundesstaat Pennsylvania) auf, zog dann nach Charlotte (Bundesstaat North Carolina), gut zwei Jahre später nach Pittsburgh zurück und ging 2016 erneut nach Charlotte. Er war Schüler der örtlichen Northside Christian School und spielte für deren Basketballmannschaft, setzte seine Ausbildung anschließend an der Combine Academy in Lincolnton nahe Charlotte und hernach an der Montverde Academy in Florida fort.
Im Spieljahr 2022/23 bestritt er 32 Spiele für die Mannschaft der Indiana University Bloomington, erzielte im Mittel 13,5 Punkte, 4,1 Rebounds sowie 3,7 Vorlagen. Länger blieb Hood-Schifino nicht an der Hochschule, beim Draftverfahren der NBA gingen seine Rechte an die Los Angeles Lakers. Anfang Februar 2025 wurde er im Rahmen eines Tauschgeschäfts an die Utah Jazz abgegeben, von der Mannschaft jedoch nicht ins Aufgebot aufgenommen. Im März 2025 wurde er von den Philadelphia 76ers verpflichtet.